# 霞涌街道
霞涌街道，舊名虾涌，是中国广东省惠州市惠阳区下辖的一个街道。1990年时，为惠阳县霞涌镇。当年，以霞涌镇、澳头镇和淡水镇西部设立大亚湾工业区，即今大亚湾经济技术开发区。涌字不繁化。

## 行政区划
霞涌街道下辖以下地区：
霞涌社区、义联村、晓联村、霞涌村、霞新村和新村。